# NGC 4619
NGC 4619 (другие обозначения — UGC 7856, MCG 6-28-18, ZWG 188.14, IRAS12393+3520, PGC 42594) — галактика в созвездии Гончие Псы.
Этот объект входит в число перечисленных в оригинальной редакции «Нового общего каталога».
В галактике вспыхнула сверхновая SN 2006ac типа Ia, её пиковая видимая звездная величина составила 16,0.